# 陈懿 (东汉)
陳懿（2世纪—184年），東漢末期涼州金城郡太守，死於涼州之亂。

## 生平
東漢中平元年(西元184年)冬，北地先零羌以及枹罕、河關兩縣的變民結合，共推北宮伯玉跟李文侯為領袖。這時涼州義從宋建、王國反叛並詐降陳懿，要求見新安縣令邊章、從事韓遂，韓遂本來不願意見叛軍但被陳懿勸說下前往，王國等人趁機劫持邊、韓二人引陳懿出城，陳懿等遂被宋、王等叛軍領袖挾持到護羌營殺死。